# Netelia frenata
Netelia frenata är en stekelart som beskrevs av Valentina I. Tolkanitz 1981. Netelia frenata ingår i släktet Netelia och familjen brokparasitsteklar. Inga underarter finns listade i Catalogue of Life.